# Клаудіо Ечеверрі
Клаудіо Ечеверрі (ісп. Claudio Echeverri, нар. 2 січня 2006, Ресістенсія) — аргентинський футболіст, півзахисник клубу «Рівер Плейт».
Виступав, зокрема, за клуб «Рівер Плейт», а також олімпійську збірну Аргентини.

## Клубна кар'єра
Народився 2 січня 2006 року в місті Ресістенсія.
У дорослому футболі дебютував 2023 року виступами за команду «Рівер Плейт», кольори якої захищає й донині.

## Виступи за збірні
У 2022 році дебютував у складі юнацької збірної Аргентини (U-17), загалом на юнацькому рівні взяв участь у 16 іграх, відзначившись 10 забитими голами.
З 2024 року захищає кольори олімпійської збірної Аргентини. У складі цієї команди провів 6 матчів.

## Титули і досягнення
- Кращий бомбардир чемпіонату Південної Америки U-17: 2023 (5 м'ячів)